# Gabrielle-Josephine Hamel
Gabrielle-Josephine Hamel, född 1806, död efter 1840, var en franskspråkig balettdansös.  Hon tillhörde de mer betydande scenkonstnärerna vid La Monnaie i Bryssel mellan 1816 och 1830, då hon var teaterns premiärdansös.  Hon var syster till dansösen Denise-Josephine Hamel (1812-1839). 